# 巴祖瓦耶和梅尼勒
巴祖瓦耶和梅尼勒（法語：Bazoilles-et-Ménil）是法国大东部大区孚日省的一个市镇，属于讷沙托区和维泰勒县。该市镇2009年时的人口为114人。

## 人口
巴祖瓦耶和梅尼勒人口变化图示
| 数据来源：INSEE |